# Ilektra
Electra (Grieks: Ηλέκτρα, Ilektra) is een Griekse dramafilm uit 1962 onder regie van Michael Cacoyannis. De film is gebaseerd op het treurspel Electra van Euripides.

## Verhaal
Electra en Orestes weten dat hun moeder Clytaemnestra en haar minnaar Aegisthus hun vader Agamemnon hebben vermoord. Omdat ze destijds kinderen waren, konden ze niets tegen hen ondernemen. Electra zweert dat ze de dood van haar vader zal wreken.

## Rolverdeling
| Acteur              | Personage     |
| ------------------- | ------------- |
| Irene Papas         | Electra       |
| Giannis Fertis      | Orestes       |
| Aleka Katselli      | Clytaemnestra |
| Theodoros Dimitrief | Agamemnon     |
| Fivos Razis         | Aegisthus     |